# Gilden der Küstenschiffer

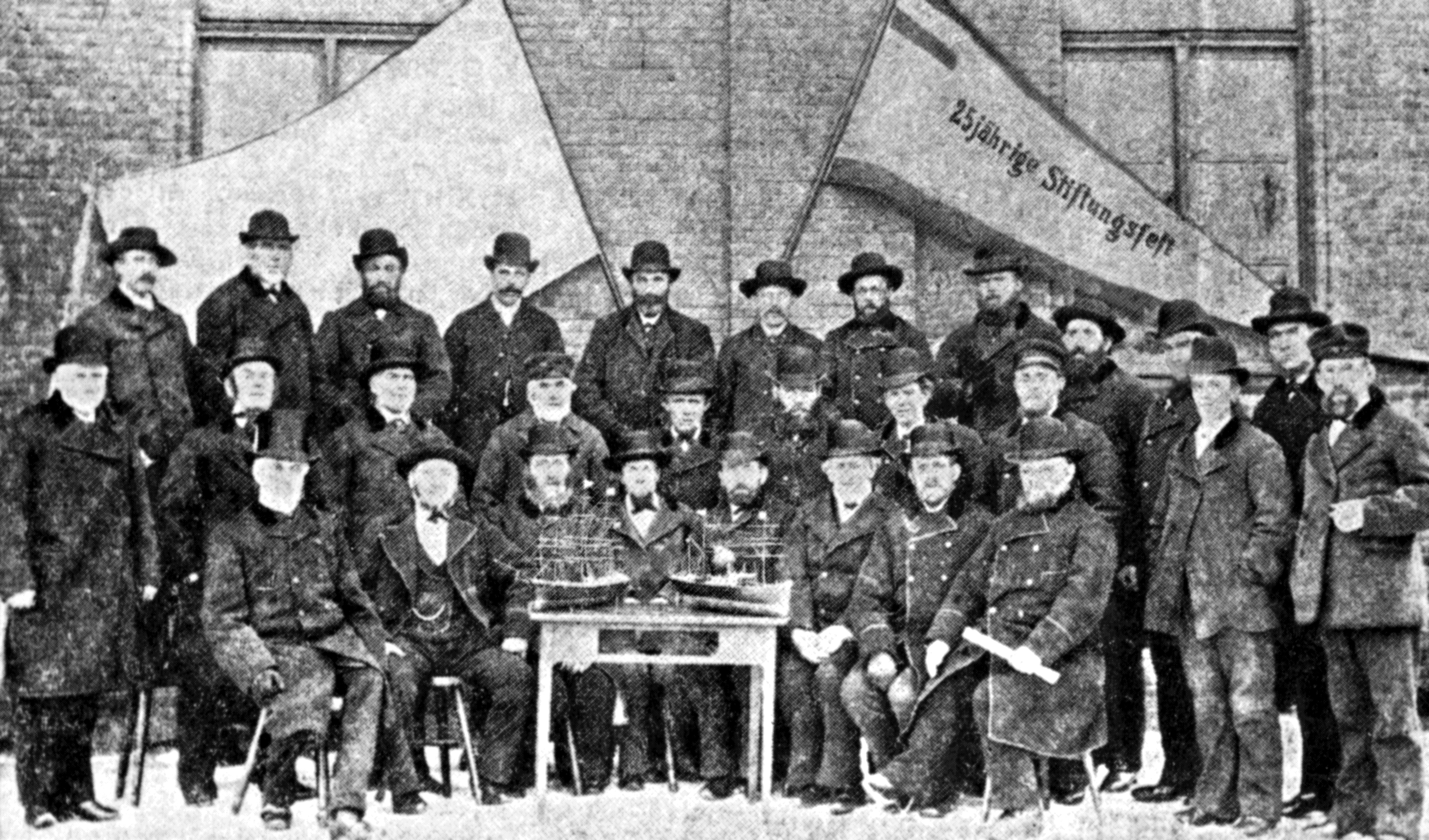
Die Schiffergilde Emmanuel bei ihrem 25-jährigen Jubiläum am 22. Januar 1892

Die Gilden der Küstenschiffer, auch Versicherungsgilden, sind Zusammenschlüsse selbstständiger Küstenschiffseigner zur Versicherung auf Gegenseitigkeit. Einige der Gilden bestehen bis heute.

## Geschichte und Hintergrund
Da herkömmliche Kaskoversicherungen kaum oder gar nicht auf die besonderen Bedürfnisse der Küstenschifffahrt eingingen, wurden etwa ab Mitte des 19. Jahrhunderts Küstenschiffergilden als genossenschaftliche Zusammenschlüsse von Kapitänseignern verschiedener norddeutscher Regionen gegründet, die eine günstigere Möglichkeit der Versicherungen bei Seeunfällen und Schäden am Schiff möglich machten. Durch das Versicherungsprinzip der Gegenseitigkeit konnten geringere Prämien als bei den sogenannten „Großen Seeversicherungen“ erreicht werden.
Die einzuzahlende Prämie hing in erster Linie mit der Größe und mit dem Alter des Schiffes zusammen. Durch die jeweilige Satzung waren nur Schiffe bestimmter Größe und Bauart für die Aufnahme in die Gilden zugelassen. Darüber hinaus erhielten auch nur Schiffer, deren Vertrauenswürdigkeit durch Mindestseefahrtzeiten und weitere Nachweise sichergestellt war die Möglichkeit zum Beitritt in einen Gilde. Die Auszahlung entstehender Schäden erfolgte im Regelfall aus den laufenden Prämien, größere Schadensereignisse, wie beispielsweise komplette Schiffsverluste, deckte man durch eine Umlage mit einer Eigenbeteiligung des betroffenen Schiffers ab.
Die satzungsmäßig zugelassene Größe und Bauart der Schiffe wurde von den Gilden im Zuge der technischen Entwicklung immer wieder angepasst. Zum einen wuchs die Größe der versicherten Schiffe, zum anderen ließ man auch Schiffe mit Hilfsmotorisierung zu, wobei letzteres größeren Einfluss auf die zügige Verbreitung von Motoren in der deutschen Küstenschifffahrt hatte, da nur satzungsgemäße Schiffe in den Genuss der Versicherung durch eine Gilde kamen. In den Jahren nach dem Zweiten Weltkrieg stieg die Größe der zugelassenen Schiffsgröße 1948 zunächst auf 300 Bruttoregistertonnen und 1956 dann auf 500 Bruttoregistertonnen, bevor sie 1972 ganz fallengelassen wurde. Insbesondere der gestiegene Versicherungswert der immer größer werdenden Schiffe führte 1970 zum Zusammengehen kleinerer Gilden in Geversdorf, Uetersen, Burg und Rendsburg mit den größeren Gilden in Cranz, Drochtersen und Schulau. Im Jahr 1987 wurden dann die Gilden in Cranz und Schulau zum Norddeutschen Assekuranz-Verein Hamburg-Cranz.

## Auswahl einiger Gilden
- der Verein „Einigkeit“ – 1856 gegründet durch 117 Schiffer aus der Region Dornbusch/Drochtersen
- die Gilde „Emmanuel“ – 1867 im Bereich Uetersen gegründet
- der Verein „Felicitas“ – seit 1870 in Burg/Dithmarschen (ab 1911: „Gerechtigkeit“)
- der Assecuranzverein von Küstenfahrern zu Schulau – gegründet 1871 durch 51 Schiffer aus Schulau, Haseldorf, Uetersen und Elmshorn
- der Assecuranz-Verein für Küstenfahrern in Cranz – 1881 gegründet durch 28 Schiffseigner aus den Kirchspielen Grünendeich, Borstel, Estebrügge und Neuenfelde (heute Assekuranz-Verein Hamburg-Cranz, Hamburg)
- der Verein „Oste“ – gegründet 1884 durch Schiffer aus der Region um Geversdorf
- der Schiffsversicherungsverein Stralsund in Stralsund (später in Rendsburg)
- die Schiffergilde „Eintracht“ in Wilster
- die Assecuranz-Companie „Mercur“ in Bremen

Quelle: